# Amerikaanse auto in 1986
Dit artikel geeft een overzicht van alle Amerikaanse en Australische personenwagens uit 1986. De auto's staan alfabetisch gerangschikt per merk.

## Noord-Amerika
| Avanti |                  | concern:                | onafhankelijk |
| Avanti | divisie:         |                         |               |
| Avanti | merk:            | Avanti Verenigde Staten |               |
| Avanti | model:           | Avanti II Limousine/LS  |               |
| Avanti | einde productie: | 1990                    |               |
| Avanti | productieaantal: | ?                       |               |

| Buick |                  | concern:               | General Motors Verenigde Staten |
| Buick | divisie:         |                        |                                 |
| Buick | merk:            | Buick Verenigde Staten |                                 |
| Buick | model:           | Riviera                |                                 |
| Buick | einde productie: | 1994                   |                                 |
| Buick | productieaantal: | ?                      |                                 |

| Cadillac |                  | concern:                  | General Motors Verenigde Staten |
| Cadillac | divisie:         |                           |                                 |
| Cadillac | merk:            | Cadillac Verenigde Staten |                                 |
| Cadillac | model:           | Allante                   |                                 |
| Cadillac | einde productie: | 1991                      |                                 |
| Cadillac | productieaantal: | ?                         |                                 |

| Cadillac |                  | concern:                  | General Motors Verenigde Staten |
| Cadillac | divisie:         |                           |                                 |
| Cadillac | merk:            | Cadillac Verenigde Staten |                                 |
| Cadillac | model:           | Eldorado                  |                                 |
| Cadillac | einde productie: | 1991                      |                                 |
| Cadillac | productieaantal: | ?                         |                                 |

| Cadillac |                  | concern:                  | General Motors Verenigde Staten |
| Cadillac | divisie:         |                           |                                 |
| Cadillac | merk:            | Cadillac Verenigde Staten |                                 |
| Cadillac | model:           | Seville                   |                                 |
| Cadillac | einde productie: | 1991                      |                                 |
| Cadillac | productieaantal: | ?                         |                                 |

| Chrysler |                  | concern:                  | onafhankelijk |
| Chrysler | divisie:         |                           |               |
| Chrysler | merk:            | Chrysler Verenigde Staten |               |
| Chrysler | model:           | Conquest                  |               |
| Chrysler | einde productie: | 1989                      |               |
| Chrysler | productieaantal: | ?                         |               |

| Chrysler |                  | concern:                  | onafhankelijk |
| Chrysler | divisie:         |                           |               |
| Chrysler | merk:            | Chrysler Verenigde Staten |               |
| Chrysler | model:           | ES                        |               |
| Chrysler | einde productie: | 1994                      |               |
| Chrysler | productieaantal: | ?                         |               |

| Chrysler |                  | concern:                  | onafhankelijk |
| Chrysler | divisie:         |                           |               |
| Chrysler | merk:            | Chrysler Verenigde Staten |               |
| Chrysler | model:           | LeBaron coupe             |               |
| Chrysler | einde productie: | 1994                      |               |
| Chrysler | productieaantal: | ?                         |               |

| Dodge |                  | concern:                                                                            | Chrysler Corporation Verenigde Staten |
| Dodge | divisie:         |                                                                                     |                                       |
| Dodge | merk:            | Dodge Verenigde Staten                                                              |                                       |
| Dodge | model:           | Dakota tweedeurpick-up (1e generatie; in 1989 verscheen de Club Cab met achterbank) |                                       |
| Dodge | einde productie: | 1996                                                                                |                                       |
| Dodge | productieaantal: | ca. 970.000 (verkocht in de Verenigde Staten)                                       |                                       |

| Ford |                  | concern:              | onafhankelijk |
| Ford | divisie:         |                       |               |
| Ford | merk:            | Ford Verenigde Staten |               |
| Ford | model:           | Aerostar              |               |
| Ford | einde productie: | 1997                  |               |
| Ford | productieaantal: | 2.029.577             |               |

| Jeep |                  | concern:              | American Motors Corporation Verenigde Staten |
| Jeep | divisie:         |                       |                                              |
| Jeep | merk:            | Jeep Verenigde Staten |                                              |
| Jeep | model:           | Comanche              |                                              |
| Jeep | einde productie: | 1992                  |                                              |
| Jeep | productieaantal: | ?                     |                                              |

| Ford |                  | concern:                                           | onafhankelijk |
| Ford | divisie:         |                                                    |               |
| Ford | merk:            | Ford Verenigde Staten                              |               |
| Ford | model:           | Ranger tweedeur verlengde Super Cab (1e generatie) |               |
| Ford | einde productie: | 1992                                               |               |
| Ford | productieaantal: | ?                                                  |               |

| Jeep |                  | concern:              | American Motors Corporation Verenigde Staten |
| Jeep | divisie:         |                       |                                              |
| Jeep | merk:            | Jeep Verenigde Staten |                                              |
| Jeep | model:           | Wrangler (YJ)         |                                              |
| Jeep | einde productie: | 1996                  |                                              |
| Jeep | productieaantal: | ?                     |                                              |

| Oldsmobile |                  | concern:                    | General Motors Verenigde Staten |
| Oldsmobile | divisie:         |                             |                                 |
| Oldsmobile | merk:            | Oldsmobile Verenigde Staten |                                 |
| Oldsmobile | model:           | Toronado                    |                                 |
| Oldsmobile | einde productie: | 1992                        |                                 |
| Oldsmobile | productieaantal: | ?                           |                                 |

| Pontiac |                  | concern:                 | General Motors Verenigde Staten |
| Pontiac | divisie:         |                          |                                 |
| Pontiac | merk:            | Pontiac Verenigde Staten |                                 |
| Pontiac | model:           | Bonneville               |                                 |
| Pontiac | einde productie: | 1991                     |                                 |
| Pontiac | productieaantal: | ?                        |                                 |

| Pontiac |                  | concern:                 | General Motors Verenigde Staten |
| Pontiac | divisie:         |                          |                                 |
| Pontiac | merk:            | Pontiac Verenigde Staten |                                 |
| Pontiac | model:           | Firefly (Forsa)          |                                 |
| Pontiac | einde productie: | 1988                     |                                 |
| Pontiac | productieaantal: | ?                        |                                 |

| Zimmer |                  | concern:                                    | Zimmer Corporation Verenigde Staten |
| Zimmer | divisie:         |                                             |                                     |
| Zimmer | merk:            | Zimmer Verenigde Staten                     |                                     |
| Zimmer | model:           | Quicksilver (gebaseerd op de Pontiac Fiero) |                                     |
| Zimmer | einde productie: | 1988                                        |                                     |
| Zimmer | productieaantal: | 170 (schatting)                             |                                     |

## Australië
| Ford |                  | concern:                                                                                               | Ford Motor Company Verenigde Staten |
| Ford | divisie:         | Ford Australia Australië                                                                               |                                     |
| Ford | merk:            | Ford Verenigde Staten                                                                                  |                                     |
| Ford | model:           | Meteor stationwagen (2e generatie; afgeleid van de sedan uit 1985; vanaf eind 1987 als Laser verkocht) |                                     |
| Ford | einde productie: | 1995                                                                                                   |                                     |
| Ford | productieaantal: | ? |                                     |